# Søren Peter Christensen
Søren Peter Christensen (Langskov, 1884. október 30. – Faaborg, 1927. október 12.) olimpiai ezüstérmes dán tornász.
Az 1912. évi nyári olimpiai játékokon indult tornában és a svéd rendszerű csapat összetettben ezüstérmes lett.
Klubcsapata a Skytterforeningernes Hold volt.